# Agencia Francesa para el Desarrollo
La Agencia Francesa de Desarrollo (AFD) es una institución financiera pública que lleva a cabo la política de desarrollo de Francia, combate la pobreza y promueve el desarrollo sostenible. Presente en África, Asia, Oriente Medio, América Latina, el Caribe y la Francia de ultramar, este organismo público financia y apoya proyectos que mejoran las condiciones de vida de las poblaciones, apoyan el crecimiento económico y protegen el planeta.
En 2020, el grupo AFD (compuesto por Proparco, filial destinada al sector privado, y Expertise France) comprometió 12,1 millardos de euros en 996 nuevos proyectos de desarrollo en todos los sectores.
El grupo financia y apoya alrededor de 4 000 proyectos en 115 países y en la Francia de ultramar.Sus equipos tienen su sede en París, Marsella y en una red de 85 agencias en todo el mundo.En el grupo AFD trabajan unos 3 000 empleados.

## Historia

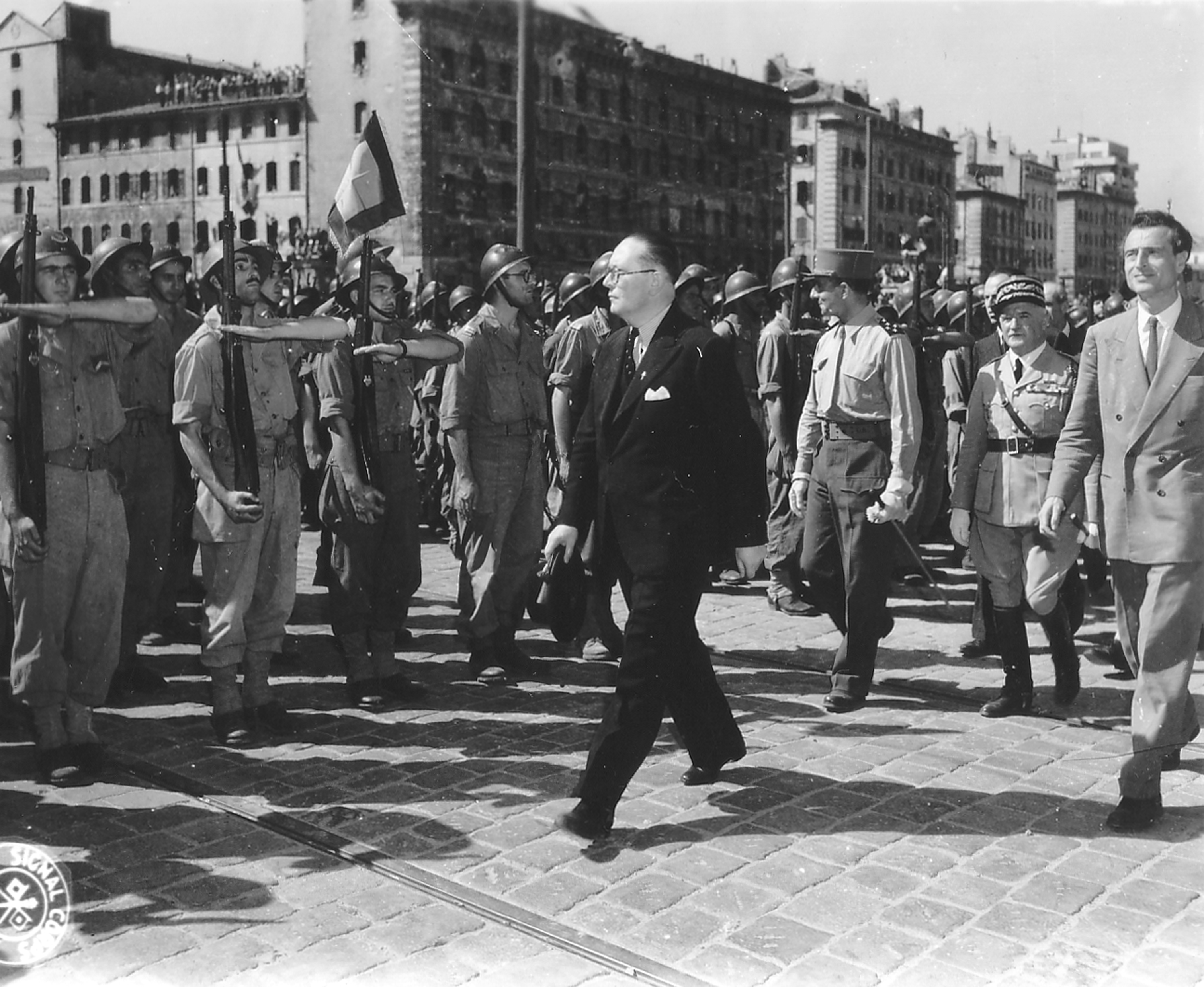
En el centro, André Diethelm, primer director del CCFL (Marsella, 1944).

### Fundación
El 2 de diciembre de 1941, Charles de Gaulle creó por orden en Londres la Caja Central de la Francia Libre (CCFL, en contraposición a la Francia ocupada por los nazis). Encomendó su gestión a Pierre Denis.Esta Caja Central aseguraba la emisión de moneda, el Tesoro Público y el control de cambios del Gobierno francés en el exilio.Permitía responder a las necesidades de gestión monetaria y financiera de la Francia Libre y de los territorios unidos. Se le encargó, por orden del 2 de diciembre de 1941, «emitir, hacer emitir o hacerse cargo de billetes en los territorios de la Francia Libre», así como garantizar el control de cambios (orden de 24 de julio de 1942).
Un año antes del final de la Segunda Guerra Mundial, Pierre Mendès France, comisario de Finanzas, decidió transformar esta Caja Central encargándole financiar el desarrollo económico y social de los territorios de ultramar. Se convirtió así en la Caja Central de la Francia de Ultramar (CCFOM) el 2 de febrero de 1944 y luego se estableció en París después de la liberación. Su jurisdicción ahora se limita a los territorios de ultramar. Sin embargo, conserva su papel de emisión monetaria.
André Postel-Vinay sucedió a Pierre Denis en 1944 y permaneció al frente del organismo hasta 1973.
La Caja Central sigue la ley n.º 46-860 del 30 de abril de 1946, que creó el Fondo de Inversiones para el Desarrollo Económico y Social de los territorios de ultramar (FIDES).Esta ley define las bases del futuro sistema francés de cooperación, que permitirá intervenir con subvenciones estatales y préstamos de la Caja Central.
La Caja Central ofrece préstamos e inversiones en el capital accionarial de empresas, además de subvenciones públicas. Sus misiones sonː gestionar este dinero, fundar empresas estatales (para crear infraestructura y modernizar territorios) y proporcionar funciones de banco de desarrollo. La CCFOM otorga préstamos directamente a comunidades y organismos públicos.
La primera sucursal de la CCFOM abrió en Brazzaville en 1947. Su función era apoyar a los actores económicos y el desarrollo social sobre el terreno.

### Década de 1950-1960: cooperación económica
El proceso de descolonización en África llevó a la CCFOM a cambiar su nombre en 1958 para convertirse en la Caja Central de Cooperación Economica (CCCE). Su misión se modificaba: financiación, préstamos y asesoramiento. Se da prioridad a la calidad y viabilidad de los proyectos.
Entre 1955 y 1959, la Caja Central perdió gradualmente sus misiones monetarias en favor de otros 2 organismos públicos, el Instituto de Emisión de Departamentos de Ultramar (IEDOM), creado en 1959, y el Instituto de Emisión de Ultramar (IEOM), creado en 1967. Por su parte, el Fondo de Ayuda y Cooperación (FAC) sustituye al FIDES.
En 1961, la Caja Central creó el Centro de Estudios Financieros, Económicos y Bancarios (CEFEB) con el propósito de formar ejecutivos capaces de gestionar proyectos financiados por ella.
En 1963 se remite al Gobierno de Francia el informe Política de cooperación con los países en desarrollo, que formula propuestas para la política francesa de cooperación al desarrollo.
En 1968la Caja Central se fusionó con el Fondo de Equipamiento para el Desarrollo de Argelia(CEDA).

### Década 1970-1980: extensión del dominio geográfico
A partir de 1975, el Estado amplió el alcance geográfico de la Caja Central: le permitió operar en países de habla inglesa y portuguesa del continente africano y en Haití. Sus actividades evolucionaron: fue autorizada a conceder financiación en condiciones de mercado (normalmente un banco de desarrollo solo financia concesionalmente). Poco a poco se fue desplegando en numerosos países.
En 1977 se creó la Sociedad de Promoción y Participación para la Cooperación Económica (Proparco), con la misión de apoyar a los empresarios locales, nacionales o franceses que desearan desarrollar proyectos en los países en desarrollo, particularmente en África.
Yves Roland-Billecart fue director general de 1979 a 1989.
En 1981, en un contexto de crisis de deuda, la Caja Central fue autorizada a conceder ayuda presupuestaria (transferencia de dinero de un país u organismo directamente al presupuesto nacional de un segundo país) a los países en dificultades.Se trataba de apoyar la recuperación financiera de los Estados con problemas, adoptar reformas económicas y financieras, o incluso garantizar diversas reformas sectoriales, como la reestructuración de los sectores agrícolas afectados por la caída de los ingresos de exportación.

### Década de 1990: cumbre de Río y desarrollo sostenible
En 1990, para evitar un agravamiento de la crisis de la deuda, el presidente de la República, François Mitterrand, decidió, en la cumbre de La Baule, que la Caja Central concedería en adelante subvenciones a los países africanos más pobres. El área de intervención del organismo se amplió para incluir a toda África, algunos países del Caribe, Indochina y Oriente Medio.
En 1992, la Cumbre de la Tierra celebrada en Río de Janeiro hizo del desarrollo sostenible un objetivo común para todo el planeta.Este concepto se convirtió en una cuestión importante para la CCCE.
El 30 de octubre de 1992, la CCCE cambió de nuevamente de nombre y de estatutos y pasó a ser la Caja Francesa para el Desarrollo (CFD).Su misión se amplió a financiar el desarrollo económico y financiero de más de 60 países (africanos, mediterráneos, asiáticos o insulares del Pacífico) y de los territorios franceses de ultramar. La CFD recibió el estatus de organismo público de carácter industrial y comercial, con autonomía financiera.Se le fijaron las funciones de garantizar el desarrollo urbano, reconstruir los sistemas financieros y garantizar la protección del medio ambiente.
En 1994, se confió a la CFD la gestión del Fondo Francés para el Medio Ambiente Mundial (FFEM; no debe confundirse con el Fondo Mundial para el Medio Ambiente, conocido por sus siglas en inglés, GEF). Creado por el gobierno francés tras la Cumbre de Río, el FFEM apoya proyectos de desarrollo sostenible en favor de los países en desarrollo, sin restricciones geográficas.
El 17 de abril de 1998, en el marco de la reforma de la política de cooperación de Francia, la CFD se convirtió en la Agencia Francesa para el Desarrollo (AFD), que se  designó como el principal operador de la ayuda francesa al desarrollo. Adscrito a 2 ministerios, el de Economía y Finanzas y el de Asuntos Exteriores, se le encomendó la misión de promover el crecimiento y reducir la pobreza.
Además del importante aumento de la financiación, en la década 2001-2010 se produjo una diversificación de los instrumentos financieros utilizados por la AFD: subvenciones, pero también préstamos muy “concesionales” o sin bonificaciones, fondos de inversión, fondos de garantía y asociaciones. Cuando los mercados no pueden satisfacer las necesidades de financiación políticas o inversiones de algunos países, estos pueden encontrar liquidez en la AFD con tipos de interés atractivos, debido a la calificación AAA, la mejor para emisiones a largo plazo, otorgada a la AFD por las agencias de calificación internacionales.

### 2000: reducción de la deuda y ayuda a los países emergentes
En 2001, en el marco de la política de condonación de la deuda de los países pobres (decidida en el G8 en 1999), Francia estableció el Contrato de reducción de la deuda y desarrollo (C2D).Los países beneficiarios siguen pagando su deuda según el calendario acordado inicialmente, pero, una vez efectuada la devolución, la AFD les abona la suma correspondiente en forma de subvenciones destinadas a programas de lucha contra la pobreza.
En diciembre de 2003, el área de intervención de la AFD se abrió a los países emergentes. Con carácter experimental, la AFD fue autorizada a intervenir en China y Turquía.Posteriormente, en 2006, en Brasil, India, Indonesia y Pakistán. En 2009, América Latina (Colombia y México) también se convirtió en una zona de actuación.
En 2009, el Gobierno de Francia asignó a la AFD la misión de financiar las iniciativas de organizaciones de la sociedad civil (OSC) francesas o internacionales, hasta entonces gestionadas por el Ministerio de Asuntos Exteriores.

### Década de 2010: ampliación objetivos y zonas geográficas
En 2011, la AFD contaba con una red de unas 60 agencias y filiales en África, Asia, la región del Mediterráneo, Oriente Medio, América Latina, el Caribe y los territorios de ultramar. La red cuenta con más de 1 700 agentes. La AFD había comprometido 6,8 millardos de euros.
En 2013, Anne Paugam sucedió a Dov Zerah como directora de la Agencia. Fue la primera mujer al frente de la AFD.
En 2014, la Ley de desarrollo y solidaridad internacional reconoció la importancia del trabajo realizado por la AFD al servicio de los compromisos internacionales de Francia.La AFD concentraba la mayor parte de sus recursos en subsidios para ayudar a mejorar la salud maternoinfantil, la educación y la formación profesional.
En 2015, la AFD destinó 8,3 millardos de euros a financiar proyectos, de los cuales 6,7 millardos fueron a países en desarrollo y 1,6 millardos, a los territorios de ultramar.
En agosto de 2015, antes de la COP21, el presidente François Hollande anunció la fusión de la AFD con la Caja de Depósitos y Consignaciones (CDC).De hecho, será menor de lo previsto inicialmente: las 2 entidades, sin embargo, agrupan sus redes a nivel internacional, en Francia continental y en los territorios franceses de ultramar, y firman una alianza estratégica en 2017.
Durante la conferencia de Addis Abeba de 2015, que destacó los nuevos desafíos de la financiación del desarrollo, las Naciones Unidas adoptaron la agenda de Addis Abeba, que tiene como objetivo alcanzar 17 Objetivos de Desarrollo Sostenible (ODS). Ofrecen a cada país una hoja de ruta para erradicar la pobreza, preservar el medio ambiente y el clima, apoyar la buena gobernanza y la prosperidad.
En diciembre de 2015 se firmó el Acuerdo de París sobre el clima. Su implementación se halla en el centro del mandato de la AFD.
En mayo de 2016, Rémy Rioux, exsecretario general adjunto del Quai d'Orsay, fue nombrado director de la AFD.
En 2016 Francia lanza su nueva política de desarrollo. El presidente François Hollande, anuncia la triplicación de los fondos propios de la AFD hasta 2020.
El Comité interministerial para la cooperación internacional y el desarrollo (CICID) del 30 de noviembre de 2016 extiende, asimismo, el mandato de la AFD a nuevos sectores (gobernanza, industrias creativas y culturales, educación superior, educación ciudadana para el desarrollo) y nuevas áreas geográficas (los Balcanes, Ucrania y Argentina).
En 2017, el presidente Emmanuel Macron reafirmó el deseo de hacer del desarrollo una prioridad de política exterior. Anunció el propósito de aumentar el porcentaje  de la renta nacional bruta (RNB) dedicado al desarrollo hasta el 0,55 % al final del su quinquenio en 2022, frente al 0,38 % en 2017. Los proyectos financiados deben alinearse con la Agenda 2030 (los citados Objetivos de Desarrollo Sostenible) y el Acuerdo de París.
Desde 2017, Francia registró un aumento del 15 % de su ayuda oficial al desarrollo, pasando del 0,38 % de la RNB al 0,43 %, según la OCDE. Los fondos propios de la AFD se duplican y las donaciones aumentan, gracias a la asignación de una parte de los ingresos del impuesto sobre las transacciones financieras.Ese año, la AFD superó el hito de los 10 millardos de euros en compromisos, lo que supone un aumento de 11 %, que le permitió financiar 752 nuevos proyectos, 77 más que en 2016.
En octubre de 2017, la AFD asumió la presidencia de la red del Club de Bancos para el Desarrollo (IDFC por sus siglas en inglés), que reúne a 26 bancos de desarrollo nacionales y regionales.Los miembros se comprometen, junto con otros donantes, a alinear su financiación con el Acuerdo de París. Los miembros del IDFC trabajan para redirigir los flujos financieros hacia proyectos de desarrollo sostenible, bajos en emisiones (ver Economía hipocarbónica) y resilientes a los efectos del cambio climático.
En 2018 el mandato de actuación de la AFD se amplió a todos los países de los Balcanes Occidentales (Albania, Macedonia del Norte, Bosnia y Herzegovina, Kosovo, Montenegro y Serbia)y a nuevos sectores (deporte, migración internacional, economía social y solidaria). Los compromisos de la AFD alcanzan los 11,4 millardos de euros dedicados a 846 proyectos en todo el mundo, un aumento de casi el 10 % respecto a 2017 y del 40 % en 3 años.La gran mayoría de sus compromisos son préstamos.
El grupo AFD también se fusiona con Expertise France, el organismo público francés de cooperación técnica internacional.
En 2019, el Ministerio de las Fuerzas Armadas, el Ministerio de Europa y de Asuntos Exteriores y la AFD adoptaron en el Sahel (Mauritania, Malí, Burkina Faso, Níger, Chad ) el llamado "enfoque 3D" (defensa, diplomacia y desarrollo).Este enfoque aboga por la complementariedad de las acciones de los actores de defensa, diplomacia y desarrollo para derrotar la amenaza terrorista en la región, promover la paz, poner fin a la crisis y dar más autonomía a las poblaciones locales.
Ese año, de un total de 14,1 millardos de euros en compromisos financieros, el 24 % se dedicaron a Asia Oriente Próximo y Oriente Medio, el 15 % a Latinoamérica y el 14 % a la zona de los “tres océanos» (territorios franceses de ultramar y Madagascar). Casi la mitad (46 %) se destinaron a África, el ámbito de acción prioritario de la AFD. La AFD también está presente en China.
En 2019, Rémy Rioux fue renovado por 3 años en su cargo de director general, por recomendación del Presidente de la República.
En 2019, el Grupo AFD declaró 14,1 millardos de euros en compromisos financieros.

### Directores generales
|                                              | apellido              | apellido | Inicio                  | FIN                     |
| -------------------------------------------- | --------------------- | -------- | ----------------------- | ----------------------- |
| Caja Central de la Francia Libre (CCFL)      | André Diethelm        |          | 2 de diciembre de 1941  | 24 de noviembre de 1942 |
| Caja Central de la Francia Libre (CCFL)      | Pierre Denis          |          | 25 de noviembre de 1942 | 29 de diciembre de 1944 |
| Caja Central de Francia de Ultramar (CCFOM)  | André Postel-Vinay    |          | 30 de diciembre de 1944 | 9 de enero de 1973      |
| Caja Central de Cooperación Económica (CCCE) | Claude Panouillot     |          | 10 de enero de 1973     | 2 de agosto de 1979     |
| Caja Central de Cooperación Económica (CCCE) | Yves Roland-Billecart |          | 3 de agosto de 1979     | 25 de abril de 1989     |
| Caja Francesa de Desarrollo (CFD)            | Philippe Jürgensen    |          | 26 de abril de 1989     | 24 de abril de 1995     |
| Caja Francesa de Desarrollo (CFD)            | Antoine Pouillieute   |          | 25 de abril de 1995     | 25 de abril de 2001     |
| Agencia Francesa de Desarrollo (AFD)         | Jean-Michel Severino  |          | 26 de abril de 2001     | 11 de junio de 2010     |
| Agencia Francesa de Desarrollo (AFD)         | Dov Zera              |          | 2 de junio de 2010      | 29 de mayo de 2013      |
| Agencia Francesa de Desarrollo (AFD)         | Anne Paugam           |          | 3 de junio de 2013      | 11 de junio de 2016     |
| Agencia Francesa de Desarrollo (AFD)         | Rémy Rioux            |          | 12 de junio de 2016     |                         |

### Identidad visual

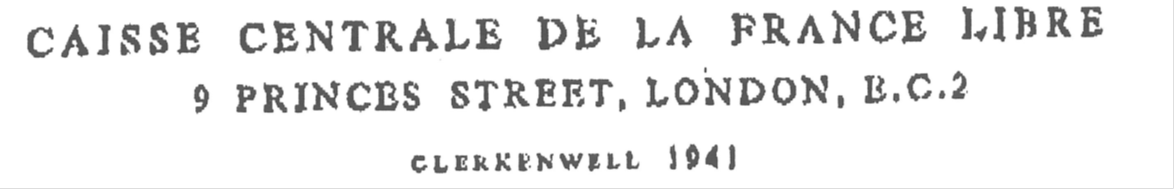
1941
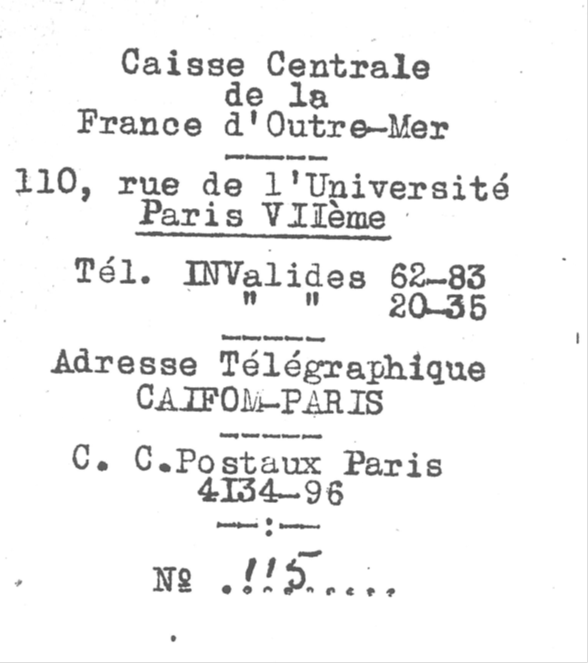
1944
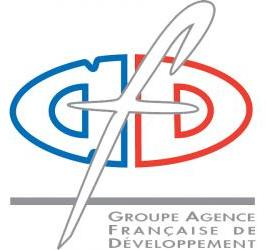
1998
2016

## Marco de actividades de la AFD

### Marco jurídico general
Como institución de crédito especializada, la AFD está sujeta a la legislación bancaria, especialmente en lo que concierne al reparto de riesgos.
La AFD es una institución financiera pública. El Gobierno le ha confiado el papel de operador fundamental de la política de cooperación francesa.
Combina así las funciones de agencia de ejecución de la política pública francesa de ayuda al desarrollo y de banco de desarrollo.

### La AFD y la política del Gobierno francés
Ligada al Estado por un contrato de objetivos y de medios, la AFD pone en práctica las orientaciones del Comité interministerial para la cooperación internacional y el desarrollo (CICID):
- “Contribuir a la implementación de la política de ayuda al desarrollo del Estado en el exterior”
- “Contribuir al desarrollo de los departamentos y comunidades de ultramar, así como de Nueva Caledonia”.[44]

En los territorios de ultramar, la AFD lleva a cabo, en nombre del Estado, una política de apoyo a los poderes públicos y de financiación de la economía. Tal misión fue reafirmada durante el primer Comité interministerial de ultramar, presidido por el presidente de la República, que se celebró en noviembre de 2009.

### Presupuesto
Para llevar a cabo su actividad (préstamos y subvenciones), la AFD emite bonos en los mercados internacionales de capitales y recibe una parte del presupuesto estatal francés dedicada a la ayuda oficial al desarrollo. También se le asigna parte de los ingresos procedentes del impuesto sobre las transacciones financieras.
La AFD también se beneficia de delegaciones de fondos de otros donantes, principalmente europeos. En 2019, el importe de los recursos delegados ascendió a 706 millones de euros, de los cuales 581 millones de euros procedieron de la Unión Europea.Los fondos propios de la agencia fueron duplicados por el Estado en 2016 y aumentados hasta 5,3 millardos de euros. Se concedió una línea presupuestaria de 847 millones de euros destinada a donaciones, subvenciones y bonificaciones a préstamos, provenientes de parte del impuesto sobre las transacciones financieras.

### Gobernanza
El consejo de administración de la AFD se compone de un presidente y 16 miembros nombrados por decreto, entre ellos 6 representantes del Estado, entre los que se cuentan delegados  del Ministerio de Economía, Industria y Asuntos Digitales, el Ministerio de Asuntos Exteriores, el Ministerio del Interior y el Ministerio de Ultramar.

### Transparencia
La AFD ha adoptado una política de transparencia que se inscribe en la ley de orientación y programación relativa a la política de desarrollo y de solidaridad internacional del 7 de julio de 2014, por la que Francia se compromete a hacer de la transparencia de la ayuda una prioridad.
Francia ha reforzado su acción respecto a esta transparencia con el lanzamiento de un portal único en el que el Ministerio de Europa y de Asuntos Exteriores (MEAE) y la AFD difunden datos sobre sus proyectos y actividades de desarrollo.
Como institución al servicio de una misión de interés general, la AFD se compromete a esforzarse en transparencia y publicación de datos. Se compromete a publicar la información necesaria para responder a la demanda de la opinión pública y los actores de la sociedad civil de estar mejor informados sobre su sistema de gobernanza, su estrategia y sus actividades en los países extranjeros y en las comunidades de ultramar. También se unió, en nombre de Francia, a la Iniciativa Internacional para la Transparencia de la Ayuda (IATI). El registro de la IATI hace referencia a datos abiertos disponibles mediante un estándar internacional para armonizar y comparar datos relacionados con la ayuda al desarrollo.
La información sobre la financiación concedida por el Grupo AFD se muestra en el sitio web Datos abiertos de la AFD, en las páginas de la Iniciativa Internacional para la Transparencia de la Ayuda (IATI) y en la plataforma abierta de datos públicos francesa.
En 2015, el esfuerzo de publicación de datos permitió ascender a la AFD de la categoría “pobre" a "suficiente" en el ranking elaborado por la ONG Publica lo que Financias (PWYF por sus siglas en inglés).

## Actividades de la AFD
La Agencia Francesa de Desarrollo (AFD) aplica la política definida por el gobierno francés, combate la pobreza y promueve el desarrollo sostenible. Para ello, financia y apoya proyectos que mejoran las condiciones de vida de las poblaciones, apoyan el crecimiento económico y protegen el planeta.
En 2020, la AFD destinó 12,1 millardos de euros a financiar 996 nuevos proyectos.
Entre esta financiación, el Grupo ha dedicado 3 000 millones de euros contra la pandemia de covid-19 ; 5 400 millones de euros para proyectos contra el cambio climático, y 2 000 millones de euros al sector privado a través de su filial Proparco.
Distribución de los compromisos de 2020: en África, 4 400 millones de euros (M€); en América Latina 2 000 M€; para Balcanes Occidentales, Oriente Medio y Asia, 2 900 M€); para los tres océanos (Atlántico, Índico y Pacífico + territorios de ultramar), 2 100 M€); e iniciativas destinadas a más de una de las citadas áreas, 700 M€.

### Sectores
La AFD opera en diversos sectores de 115 países: salud y protección social, educación y formación, desarrollo urbano, apoyo a los agricultores, acceso a la energía y eficiencia energética, apoyo a las pequeñas empresas, agua y saneamiento, preservación de la biodiversidad y de los recursos naturales, lucha contra el cambio climático y lucha contra las desigualdades. El desarrollo sostenible orienta la estrategia de la AFD.
En 2019 los compromisos de la AFD se distribuyeron así entre los sectores definidos por el CICIDː
- 34 % en infraestructura y desarrollo urbano
- 17 % en el sector productivo
- 9 % en agua y saneamiento
- 8 % para biodiversidad y recursos naturales
- 7 % en educación y formación profesional
- 3 % en salud y protección social
- 5 % en agricultura y seguridad alimentaria
- 17 % en varios sectores o en proyectos multisectoriales

#### Clima
En 2014 la AFD lanza el programa Sunref para ayudar a los países de África Occidental en su transición energética, animándolos a usar energías renovables. En 2017 la AFD financia más de 150 nuevos proyectos climáticos. Con motivo de la cumbre One Planet, se convirtió en la primera agencia "100 % Acuerdo de París", apoyando su puesta en práctica y las transiciones resilientes y bajas en emisiones de gases de efecto invernadero en los países en desarrollo y emergentes.
Se dotado de 2 herramientas específicas: en 2017, el instrumento de estudio y desarrollo de capacidades Adapt'Action, al que se asignaron 30 millones de euros para apoyar a 15 de los países y organizaciones regionales más vulnerablesen su Contribución Determinada a Nivel Nacional (CDN).Y en 2019, el Instrumento 2050, que permite apoyar a los países con fuertes desafíos climáticos en la elaboración y puesta en práctica de estrategias de desarrollo resilientes y bajas en emisiones(estudios de apoyo a las políticas de transición energética, trayectorias de descarbonización, impactos económicos del cambio climático, apoyo a la gobernanza climática).
En octubre de 2018, la AFD lanzó, en asociación con el Fondo Verde para el Clima, el programa Transformación de los sistemas financieros para el clima, con un presupuesto total de 750 millones de dólares para poner en marcha proyectos en 17 países,principalmente africanos.
En 2019 la agencia, en colaboración con el Banco Africano de Desarrollo y Comercio del Este y Sureste (PTA Bank), abrió una nueva línea de crédito de 120 millones de dólares destinada a financiar proyectos climáticos.
Ese mismo año, la AFD comprometió 6 100 millones de euros (M€) para 273 proyectos de lucha contra el cambio climático.Se dedicaron 8 000 M€ a financiar proyectos de adaptación al cambio climático, 3 300 M€ a financiar proyectos para mitigación, 967 M€ para políticas públicas a favor del clima y 30,5 M€ a proyectos climáticos de organizaciones de la sociedad civil. El 50 % de los compromisos financieros del Grupo AFD supone  beneficios climáticos.
En 2020, la financiación climática del Grupo AFD alcanzó los 5.200 millones de euros en los países en desarrollo (202 proyectos) y los 149 millones de euros en los territorios franceses de ultramar.

#### Biodiversidad
La biodiversidad está en el centro de las negociaciones vinculadas a la consecución de los objetivos del Acuerdo de París y la Agenda 2030. La AFD financia proyectos de restauración y gestión sostenible de espacios naturales con y en beneficio de las poblaciones, y pretende integrar esta dimensión en toda su actividad, especialmente a través de soluciones basadas en la naturaleza. En 2020 la AFD comprometió 565 millones de euros en favor de la biodiversidad, el 4,4 % de sus compromisos totales.

#### Lucha contra las desigualdades
La acción de la AFD tiene como objetivo reducir las desigualdades en varias áreas: acceso a servicios esenciales, empleo, ingresos, igualdad de género… La AFD promueve un desarrollo más justo y equitativo. Desde 2017, coordina la implementación de un centro de investigación sobre desigualdades, financiado por la Comisión Europea, y en este marco financia estudios sobre desigualdades en contextos específicos.

#### Energía
Para alcanzar los objetivos del Acuerdo de París, la AFD apoya el establecimiento de servicios energéticos accesibles, eficientes y sin emisiones. Apoya las políticas públicas de transición energética, financia proyectos de inversión para mejorar la eficiencia energética, modernizar las redes y desplegar energías renovables. La Iniciativa Africana de Energías Renovables (AREI) se lanzó en diciembre de 2015 en París. La AFD se comprometió entonces a pagar 2 000 millones de dólares para dotar al continente de 10 gigavatios (GW) adicionales de energía renovable para 2020 y de 300 GW para 2030.

#### Educación, formación y empleo
La AFD promueve itinerarios formativos de calidad y el acceso a un empleo digno. La acción de la AFD se inscribe en el continuo educación-formación-empleo.En 2020, la AFD comprometió 467 millones de euros para el sector, el 4 % del total de sus compromisos.

#### Salud y protección social
La AFD considera el desarrollo sanitario estrechamente relacionado con la demografía, la economía y el medio ambiente. Se posiciona en un continuo de intervenciones (salud sexual, reproductiva, materna, neonatal, infantil, adolescente y nutricional) y financia proyectos que tienen como objetivo mejorar la calidad y accesibilidad de la atención sanitaria y promover el acceso universal, para crear y ampliar sistemas de protección social inclusivos.También apoya la adaptación de los sistemas de salud al calentamiento mundial y el fortalecimiento de la vigilancia epidemiológica. En 2019, la AFD comprometió 545 millones de euros para el sector.

#### Agua y saneamiento
El agua y el saneamiento son fundamentales para combatir la pobreza. La AFD financia proyectos que permiten la construcción de infraestructuras, el desarrollo de soluciones basadas en la naturaleza y el fortalecimiento de la gobernanza del agua para gestionar y proteger los recursos hídricos y proporcionar un servicio sostenible y de calidad. En 2020, el grupo AFD comprometió 1 000 millones de euros para el sector, el 8 % de sus compromisos totales.

#### Desarrollo urbano
La AFD promueve un desarrollo urbano sostenible que concilie la cohesión social, el crecimiento económico y la preservación del medio ambiente. Financia proyectos que favorecen el acceso universal a los servicios básicos (agua, saneamiento, energía, gestión de residuos, etc.), desarrollan sistemas de movilidad accesibles y seguros, limitan la huella ecológica de las ciudades, mejoran su gobernanza y promueven el atractivo territorial. En 2020 la AFD comprometió cerca de 1 600 millones de euros en este sector.

#### Gobernanza y justicia
La AFD ayuda a los países en sus reformas: gestión de las finanzas públicas, procesos democráticos y sistemas judiciales. También financia proyectos para apoyar a las diásporas. En 2019, la AFD comprometió 3 000 millones de euros para proyectos con un componente de gobernanza.

#### Paz
Partiendo de la constatación de que las crisis de seguridad, políticas, sanitarias, alimentarias, económicas, sociales y medioambientales interactúan cada vez más entre sí, se limitan cada vez menos a un único territorio y amenazan los logros de desarrollo de los países, la AFD pretende complementar las respuestas humanitarias y militares con acciones a largo plazo para reducir las fragilidades, fortalecer la resiliencia de los Estados y las sociedades ante las crisis y mejorar la gestión de los territorios vulnerables. Esto implica apoyar a los países socios en numerosos ámbitos e integrar todos los parámetros de las crisis para abordarlas a largo plazo.
En 2017, como parte de la estrategia francesa “prevención, resiliencia y paz duradera", la AFD lanza el Fondo Minka Paz y Resiliencia para apoyar la prevención de conflictos violentos y la salida de crisis.Este Fondo permite financiar proyectos en 4 zonas de crisis: el Sahel,  la región del lago Chad, la República Centroafricana y el Oriente Medio.
En 2018 la AFD renovó su compromiso de intervenir en contextos de crisis y fragilidad dentro de un enfoque global junto con actores de la diplomacia, la seguridad, el trabajo humanitario, la investigación y otros actores del desarrollo.

#### Transporte
La AFD proporciona financiación para desarrollar modos de transporte con bajas emisiones de carbono, apoyar la planificación integrada de los sistemas de movilidad y la reducción de los viajes motorizados. De esta forma financia proyectos que promueven sistemas de movilidad inclusivos, eficientes, sostenibles, verdes y seguros. En 2020, la AFD comprometió 523 millones de euros para el transporte y la movilidad. El 81 % de estos compromisos presenta un beneficio colateral para el clima.

### Áreas geográficas de intervención

#### África
África es el continente prioritario para la AFD, en particular la región subsaharianaː 18 de sus 19 países prioritarios  se sitúan en este continente (Benín, Burkina Faso, Burundi, Comoras, Yibuti, Etiopía, Gambia, Guinea, Liberia, Madagascar, Malí, Mauritania, Níger, República Centroafricana, República Democrática del Congo, Senegal, Chad y Togo). Actualmente, la AFD opera en 44 de los 54 países de África. En 2019, el grupo AFD comprometió 6 500 millones de euros en el continente (frente a 5 600 millones en 2018), lo que supuso el 50 % de los compromisos del grupo en 2019 en países extranjeros.
Los sectores prioritarios son: acceso a servicios esenciales, desarrollo urbano, infraestructura, empleo, energía, preservación de los recursos naturales, clima, biodiversidad, justicia, seguridad, paz, formación, salud, gobernanza y apoyo al sector privado. La agricultura también es un sector importanteː la AFD prevé dedicarle 30 millardos de dólares entre 2019 y 2025.Otro sector notable es el apoyo a las mujeres.

#### América Latina y el Caribe
En América Latina y el Caribe, la AFD promueve el desarrollo sostenible y equitativo a través de un crecimiento verde e inclusivo. Existen numerosos proyectos para combatir el cambio climático y de desarrollo urbano, así como de convergencia social.

#### Asia
En Asia, la AFD trabaja para promover los equilibrios ambientales y regionales, particularmente con proyectos que limitan la huella ambiental de países y ciudades o que contribuyen a la convergencia regional.

#### Mediterráneo y Oriente Medio
La AFD apoya la transición política y económica de la región, en particular promoviendo la integración euromediterránea, la planificación territorial y la creación de empleo. La AFD firmó en 2017 un acuerdo con el Instituto Europeo para la Cooperación y el Desarrollo (IECD) en el Líbano para desarrollar cursos de formación que permitieran a las poblaciones vulnerables libanesa y refugiada un acceso más fácil al empleo, mejores condiciones de vida y mejor convivencia.

#### Territorios de ultramar
Desde 1946, la AFD tiene a su cargo una misión de interés general consistente en garantizar una oferta pública de referencia en materia de crédito y vivienda social. En 2015, la AFD asumió el 19 % de sus compromisos (1,6 millardos de euros) en los territorios de ultramar. Interviene allí de diversas formas: financiación y apoyo a políticas públicas, asesoramiento a comunidades, fomento de la competitividad empresarial, creación de empleo, apoyo a la integración regional y actuación a favor del desarrollo sostenible.
Cumple esta misión gracias a nueve agencias distribuidas en los Territorios de Ultramar: Guadalupe, Guyana, Martinica, Mayotte, Nueva Caledonia, Reunión, San Pedro y Miquelón, Polinesia Francesa, Wallis y Futuna. En los territorios franceses de ultramar, en Saint-Martin, Saint-Barthélemy y Saint-Pierre-et-Miquelon, la AFD representa también el banco público de inversiones Bpifrance, que financia la creación, la innovación, las inversiones y el desarrollo a nivel internacional de las pymes francesas.
La AFD es accionista clave de 7 sociedades inmobiliarias (Simar en Martinica, Sic en Nueva Caledonia, Sig en Guadalupe, SIDR en Reunión, Siguy y Simko en Guyana y SIM en Mayotte). Estas empresas inmobiliarias velan por la promoción, construcción y gestión de viviendas sociales.
Finalmente, pone parte de su personal a disposición del Overseas Issuing Institute y del Overseas Departments Issuing Institute .

### Producción de conocimiento
La producción de conocimiento tiene como objetivo contribuir a la definición de las políticas de desarrollo de Francia y sus socios. Se ha convertido en un complemento esencial de las herramientas financieras y técnicas. Esta producción intelectual de la AFD se convirtió en una misión importante dentro de la Agencia durante la década  2001-2010. Se basó en la organización de seminarios y congresos, la formación impartida por el Centro de Estudios Financieros, Económicos y Bancarios (CEFEB), un programa de estudios e investigación y el establecimiento de colaboraciones con universidades y centros de investigación.
La AFD también ofrece numerosas publicaciones sobre los países en desarrollo y los territorios de ultramar:
- Revista África Contemporánea, revista de análisis sociológico, político y económico sobre África;
- La serie Documentos de trabajo, que informa sobre el trabajo de investigación en curso;
- Publicaciones ExPost ;
- la serie Focales, que ofrece descripciones y perspectivas de casos prácticos;
- la serie A Saber, que reúne revisiones bibliográficas o estados de conocimiento sobre una cuestión de interés operativo;
- la serie Investigación, que presenta los trabajos de investigación iniciados y gestionados por la AFD;
- la serie de Conferencias y Seminarios, que pone a disposición de un amplio público los principales resultados y logros del trabajo realizado por la AFD y sus socios, actores de la ayuda al desarrollo. ;
- la serie MacroDev, que ofrece análisis centrados en un país, una región o en cuestiones macroeconómicas vinculadas a procesos de desarrollo;
- trabajos coeditados con el Banco Mundial;
- otras coediciones;
- Miradas sobre la Tierra, la revista anual sobre desarrollo sostenible coordinada por la AFD y el Instituto de Desarrollo Sostenible y Relaciones Internacionales (IDDRI); y
- El blog Ideas para el Desarrollo, un lugar de debate organizado por la AFD abierto a los actores del desarrollo y al público interesado.[77]

Todo ello contribuye a un mejor conocimiento de la política pública de ayuda al desarrollo: «su lógica, su eficacia (ver Eficacia de la ayuda), sus interacciones con otras políticas públicas, su papel en la gestión de la globalización ». La AFD desea convertirse en un centro de investigación reconocido internacionalmente.

## Críticas y controversias
En 2007 la AFD fue cuestionada por su apoyo a empresas francesas sospechosas de participar en la deforestación en África Central. 
Alain Joyandet, secretario de Estado para la Cooperación y la Francofonía de marzo de 2008 a julio de 2010, criticó al entonces director general, Jean-Michel Severino, por la política de emergencia de la agencia, sin una visión a largo plazo y con una cierta falta de alcance. . Sin embargo estas críticas no fueron unánimes en el mundo del desarrollo.
Según la Comisión Nacional Anticorrupción de Camerún (CONAC), 2 empresas fantasma, una de las cuales está controlada por la AFD, son sospechosas de fraude. En décembre 2013, la CONAC presentó en Yaundé su informe de actividad de 2012, indicando que más de 113 mil millones de francos CFA fueron malversados de la Sociedad de Desarrollo del Algodón (Sodecoton) entre 2002 y 2011.
En 2017, la AFD consideró participar en la financiación (hasta el 49 %) de un sistema de cogeneración respaldado por una central térmica de carbón de 660 megavatios en la provincia de Xinjiang, China, en forma de préstamo de 41 millones de euros concedido al Ministerio de Finanzas chino.Según la AFD, como parte de la transición energética, la cogeneración permitiría aprovechar el calor proporcionado por la central para abastecer de calefacción a la ciudad de Shihezi y, en menor medida, a una futura zona industrial. Mientras la AFD examinaba el expediente para decidir si concedía o no la financiación, las organizaciones no gubernamentales Oxfam Francia, 350.org, el Observatorio de las Multinacionales y la Fundación Danielle-Mitterrand - France Libertés denunciaron el proyecto, considerando que la cogeneración perpetuaría la central eléctrica alimentada con carbón, que emitirá cantidades importantes de gases de efecto invernadero (responsables del calentamiento global). Creían que esta financiación contravendría los compromisos asumidos por Francia en el marco del Acuerdo de París sobre el clima.Además, Amnistía Internacional creía que la construcción de la planta implicaba el riesgo de contribuir a la discriminación (preexistente) de las minorías étnicas en la región de Xinjiang, en particular los uigures, por parte de las autoridades chinas.Oxfam denunció finalmente la confidencialidad que acompaña a la toma de decisiones de la AFD.

## Grupo AFD

### Proparco
Filial de la AFD creada en 1977, Proparco es una institución financiera de desarrollo cuya misión es promover las inversiones privadas para el crecimiento, el desarrollo sostenible y la consecución de los Objetivos de Desarrollo del Milenio (ODM), en los países emergentes y en desarrollo. Ofrece financiación para satisfacer las necesidades específicas de inversores en el sector productivo, sistemas financieros, infraestructura y capital privado.
Proparco es propiedad conjunta de la AFD, con el 59,04 % del capital, y por accionistas privados de países desarrollados y en desarrollo.

### Campus AFD
Campus AFD es el instituto de formación de la AFD. Con sede en Marsella, ofrece formación a personal de países en desarrollo y contribuye a su aumento de capacidad. También actúa como plataforma para difundir la experiencia de la AFD entre sus socios.

### FFEM
La AFD es responsable de la secretaría y de la gestión financiera del Fondo Francés para el Medio Ambiente Mundial (FFEM), un fondo público bilateral creado por iniciativa del gobierno francés en 1994. Es un instrumento financiero de la política francesa de cooperación destinado a la protección del medio ambiente y al desarrollo sostenible.
Está gestionado por la AFD y 5 ministerios (economía y finanzas, asuntos exteriores, desarrollo sostenible, investigación y agricultura).

### Expertise France
Tras la reunión de la CICID del 8 de febrero de 2018, el Gobierno decidió integrar la agencia técnica internacional Expertise France en el grupo AFD.